# Teràpia de Shock
Teràpia de shock es un grupo de pop-rock catalán, español, radicado en Cataluña, creado en el año 2006 por un grupo de jóvenes de Las Presas (La Garrocha). El grupo alcanzó un especial renombre al ser la banda sonora de la serie de TV3 Pulseras rojas.

## Historia
Durante el verano del año 2006, Ferran Massegú, que ya cantaba con un grupo de amigos, y Jaume Sucarrats, que tocaba la guitarra y le gustaba componer canciones, se encontraron en varias ocasiones para tocar juntos varios temas con guitarra acústica y voz. A raíz de estos encuentros empezaron a componer algunas melodías que con el tiempo se convirtieron en canciones como Carla y Sense tu (Sin ti). Gerard López se incorporó al grupo cuando solo tenía 13 años. Semanas más tarde se incorporó el bajista de Olot Albert Parés. Su primera actuación fue en la fiesta de estudiantes de Santo Tomás, en la discoteca Kratter's. El 15 de agosto, Teràpia de Shock presentó la canción Sense tu en el Concurso de la Canción de Salitja, en el que fueron el grupo más votado por el público asistente que les otorgó el Premio Popular.

### 2008
En 2008 publican Escapa't amb mi (Escápate conmigo), el grupo gana el Premio Enderrock al mejor Grupo Revelación, el cual recibieron el 19 de febrero en el acto que se celebró en la Sala Bikini de Barcelona, además hacen varios conciertos, entre los que destaca el del Senglar Rock.

### 2010
Tras dos años de la edición de su disco de presentación Escapa't amb mi, presentan el nuevo trabajo Tota la nit (Toda la noche), que los consolida como una de las promesas más firmes del panorama pop-rock catalán, con su "power pop", a caballo entre la sensibilidad y la energía descarada. La experiencia de su anterior disco les ha posibilitado tener un numeroso grupo de seguidores, principalmente entre los adolescentes, y una presencia muy importante en las redes sociales y en los canales de internet. Son una de las puntas de lanza de los programas juveniles de TV3. Se trata de un potencial grupo de masas.
El disco Tota la nit contiene 13 canciones que giran alrededor de la noche, dibujando melodías con sentimientos y emociones.
1. No miris enrere (No mires atrás)
2. Intenta-ho (Inténtalo)
3. Ja es veu venir (Ya se ve venir)
4. Espera'm (Espérame)
5. A la primavera (En primavera)
6. Perduts (Perdidos)
7. Torna a brillar (Vuelve a brillar)
8. He somiat (He soñado)
9. Congelador gegant (Congelador gigante)
10. No vull que surti el sol (No quiero que salga el sol)
11. Sota els meus peus (Bajo mis pies)
12. Monòtona del caos (Monotonía del caos)
13. Tota la nit (Toda la noche)

Durante los meses de noviembre y diciembre el grupo lleva a cabo diferentes conciertos benéficos a favor de la maratón de TV3 y del proyecto "Un nen, un somriure" ("Un niño, una sonrisa"). Y actúa en la fiesta de los castellers patrimonio cultural inmaterial de la Humanidad, en el exterior de la fábrica Damm ante miles de personas. Inmersos en las composiciones de sus nuevas canciones y al mismo tiempo creando un espectáculo para teatros, Teràpia estreno en Olot un espectáculo llamado Teràpia en Companyia (Teràpia en Compañía) con las colaboraciones musicales del pianista Edgar Basiana, y la cantante Paula Arbós, así como del coro juvenil Gaia de Olot, con una veintena de voces femeninas en el escenario, bajo la dirección artística de Josep Maria Reixach. El espectáculo también lo representaron en el Teatro de Bescanó y en el Auditorio de Gerona.

### 2011
El año 2011 supuso la consolidación del grupo fruto de la repercusión de la canción Sense tu, que formaba parte de la banda sonora de la serie de TV3 Pulseras rojas y continuaron con las presentaciones del último disco, con un multitudinario concierto en la Sala Apolo de Barcelona. El videoclip de la canción Sense tu superó el millón de visitas en el portal Youtube, cifra nunca alcanzada hasta entonces por ningún grupo en catalán.

### 2012
Fueron protagonistas de la revista Enderrock del mes de enero y en el mes de marzo se publicó un libro sobre el grupo.

### 2013
Teràpia de shock edita Que mai no pari. Una clara declaración de intenciones. Un disco maduro y potente. Un disco que sirve de despedida para guitarrista solista Jaume Sucarrats (Suka).

### 2015
Ese año Teràpia de Shock edita un nuevo material discográfico denominado "100.000 històries", el cual consta de trece canciones que fueron grabadas en los estudios 44.1 de Aiguaviva, el trabajo fue producido por Marc Usano, quien se encargó de producir los dos primeros álbumes de la banda. Este año también se lanza el sencillo Sense Tu / Without You / Sin Ti , el cual consta de la grabación en catalán de Sense Tu, su canción más reconocida, junto con versiones de la misma en inglés y castellano.

### 2016
Durante 2016, la banda cumple diez años de trayectoria, los cuales fueron celebrados con el lanzamiento de un nuevo trabajo denominado "10 Anys", el cual consta de catorce canciones, de las cuales trece son algunos de su más grandes éxitos surgidos en los cuatro discos anteriores, tema nuevo denominado "A prop". El aniversario también se ha celebrado con una gira durante los meses de abril y octubre. El 3 de diciembre de 2016 dieron el último concierto de despedida en el Teatro de Olot (provincia de Gerona).

## Discografía

### Álbumes de estudio
- Escapa't amb mi (RGB Suports, 2008)
- Tota la nit (RGB Suports, 2010)
- Que mai no pari (Música Global, 2013)
- 100.000 históries (RGB Suports, 2015)

### Maquetas
- Teràpia de Shock (Barbar, 2007)
- Sense tu, Without You, Sin Ti - Single (RGB Suports, 2014)

### Recopilatorios
- 10 Anys (RGB Suports, 2016)